# Lijst van voetbalinterlands Britse Maagdeneilanden - Grenada
Deze lijst van voetbalinterlands is een overzicht van alle officiële voetbalwedstrijden tussen de nationale teams van de Britse Maagdeneilanden en Grenada. De landen speelden tot op heden een keer tegen elkaar. Dat was een vriendschappelijke wedstrijd op 22 juni 2002 in Saint George's.

## Wedstrijden
| № | Plaats         | Datum        | Competitie        | Wedstrijd                        | Uitslag |
| - | -------------- | ------------ | ----------------- | -------------------------------- | ------- |
| 1 | Saint George's | 22 juni 2002 | Vriendschappelijk | Grenada − Britse Maagdeneilanden | 6 − 0   |

## Samenvatting
| Competitie        | Totaal gespeeld | Winst Br. Maagdeneil. | Gelijk | Winst Grenada | Doelsaldo Br. Maagdeneil. – Grenada |
| ----------------- | --------------- | --------------------- | ------ | ------------- | ----------------------------------- |
| Vriendschappelijk | 1               | 0                     | 0      | 1             | 0 − 6                               |
| Totaal            | 1               | 0                     | 0      | 1             | 0 − 6                               |

Wedstrijden bepaald door strafschoppen worden, in lijn met de FIFA, als een gelijkspel gerekend.
BVIFA · A-internationals · vrouwenelftal
Amerikaanse Maagdeneilanden ·
Anguilla ·
Antigua en Barbuda ·
Aruba ·
Bahama's ·
Barbados ·
Bermuda ·
Cuba ·
Curaçao ·
Dominica ·
Dominicaanse Republiek ·
Grenada ·
Guatemala ·
Haïti ·
Kaaimaneilanden ·
Montserrat ·
Puerto Rico ·
Saint Kitts en Nevis ·
Saint Lucia ·
Saint Vincent en de Grenadines ·
Suriname ·
Trinidad en Tobago ·
Turks- en Caicoseilanden
GFA · A-internationals · Bondscoaches · Statistieken · Grenediaans vrouwenelftal · Olympisch elftal
1978 – 1989 · 
1990 – 1999 · 
2000 – 2009 · 
2010 – 2019 ·
2020 − 2029
CGC 2009 · 
CGC 2011 ·
CGC 2021
Amerikaanse Maagdeneilanden ·
Andorra ·
Anguilla ·
Antigua en Barbuda ·
Aruba ·
Barbados ·
Belize ·
Bermuda ·
Britse Maagdeneilanden ·
Costa Rica ·
Cuba ·
Curaçao ·
Dominica ·
El Salvador ·
Gibraltar ·
Guatemala ·
Guyana ·
Haïti ·
Honduras ·
Jamaica ·
Kaaimaneilanden ·
Montserrat ·
Nederlandse Antillen ·
Noorwegen ·
Panama ·
Puerto Rico ·
Qatar ·
Rusland ·
Saint Kitts en Nevis ·
Saint Lucia ·
Saint Vincent en de Grenadines ·
Suriname ·
Taiwan ·
Trinidad en Tobago ·
Verenigde Staten